# ديفيد ألفاريز أغوديلو
ديفيد ألفاريز أغوديلو (بالإسبانية: David Álvarez Agudelo)‏ هو لاعب كرة قدم كولومبي في مركز الدفاع، ولد في 13 أكتوبر 1992 في إدارة أنتيوكيا في كولومبيا. لعب مع تامبيكو ماديرو.

## وصلات خارجية
- ديفيد ألفاريز أغوديلو على موقع قاعدة بيانات كرة القدم.إي يو (الإنجليزية)
- ديفيد ألفاريز أغوديلو على موقع Soccerway.com (الإنجليزية)
- ديفيد ألفاريز أغوديلو على موقع AS.com (الإسبانية)